# Pürschgerichtskarte

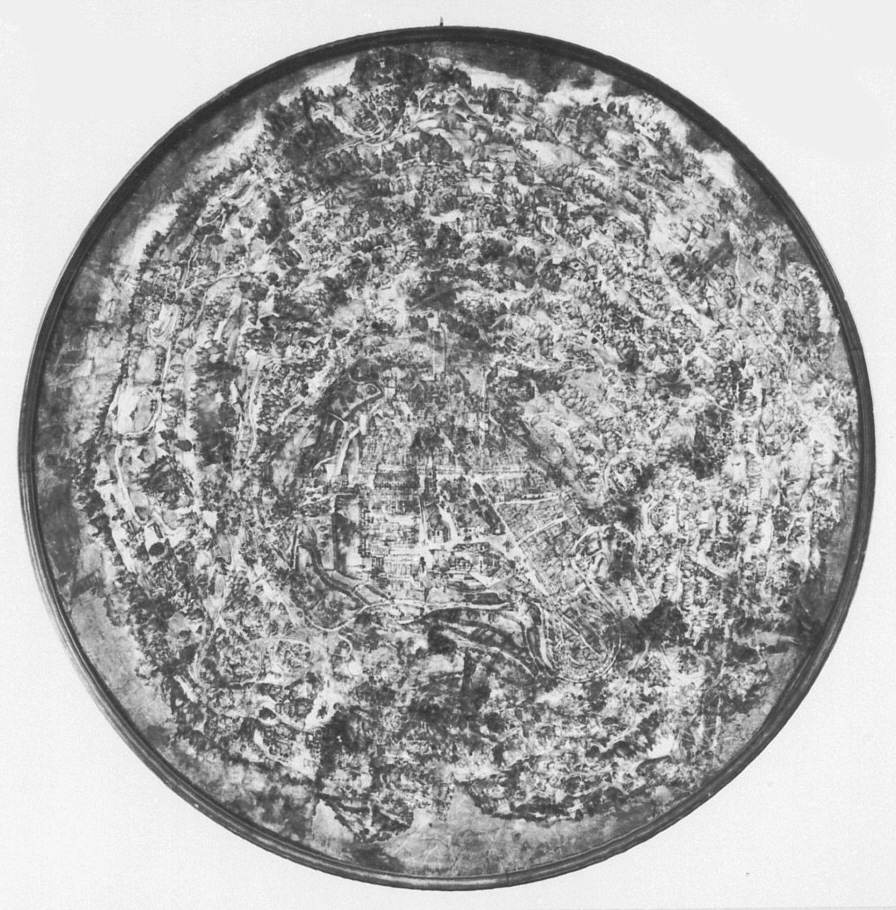
Rottweiler Pürschgerichtskarte von 1564

Die Rottweiler Pürschgerichtskarte ist eine Karte, die die freie Reichsstadt Rottweil und das Umland zeigt. Die kreisförmige Karte hat einen Durchmesser von rund zwei Metern und wurde im Jahre 1564 von David Rötlin für die Rottweiler Verwaltung erstellt. Im Zentrum der Karte ist die Kapellenkirche abgebildet, das dargestellte Gebiet reicht von Villingen bis Oberndorf und vom Schwarzwald bis zur Schwäbischen Alb. Der Maßstab ist in der Mitte am größten und nimmt zum Rand hin ab.
Die Pürschgerichtskarte ist im Rottweiler Stadtmuseum ausgestellt. Im Stadtmuseum existiert ein Modell von Rottweil aus dem 16. Jahrhundert, das nach der Karte erstellt wurde.